# Danh sách công trình kiến trúc Đà Lạt

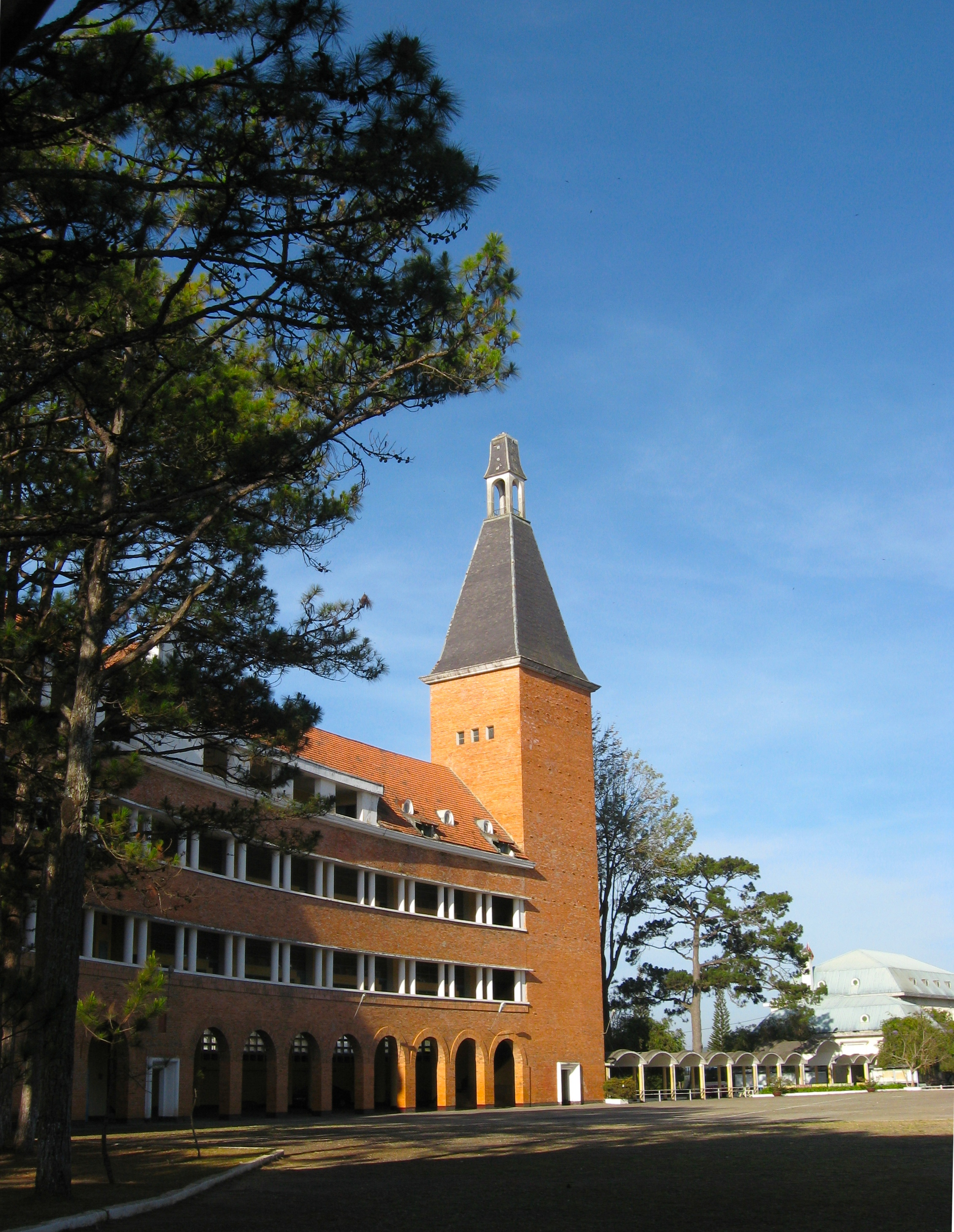
Trường Cao đẳng Sư phạm, một trong những công trình nổi tiếng nhất của thành phố.

Thành phố Đà Lạt được ví như một bảo tàng kiến trúc châu Âu thế kỷ 20 với nhiều công trình kiến trúc độc đáo và giá trị. Những công trình kiến trúc nổi tiếng ở nơi đây phần nhiều được xây dựng dưới thời thuộc địa trong giai đoạn kiến thiết thành phố. Các công trình thời kỳ này chịu ảnh hưởng của những trường phái kiến trúc chính thống ở châu Âu như kiến trúc Roman, kiến trúc Gothic, kiến trúc tân cổ điển Pháp,... Sau năm 1954, kiến trúc Đà Lạt có thêm sự góp mặt của những công trình do các kiến trúc sư Việt Nam thiết kế, mang dáng dấp hiện đại với những đường nét thanh mảnh hơn. Trải qua thời gian, phong cách kiến trúc ở các công trình cũng có nhiều biến đổi, từ phong cách kiến trúc thuộc địa tiền kỳ đơn giản đến phong cách tân cổ điển, phong cách kiến trúc hiện đại,... Một vài công trình ở Đà Lạt còn có sự kết hợp giữa kiến trúc phương Tây với kiến trúc của cư dân bản địa. Bên cạnh đó, còn có thể thấy ở đây rất nhiều những ngôi chùa, thiền viện mang đậm nét Á Đông, góp phần làm đa dạng kiến trúc của thành phố.

## Danh sách
| Công trình                             | Công trình | Xây dựng         | Tên cũ                                        | Địa chỉ                      | Chú thích     |
| Công sở                                |            |                  |                                               |                              |               |
| Xí nghiệp Bản đồ Đà Lạt                |            | 1939 – 1943      | Sở địa dư Đông Dương                          | 14 đường Yersin              | [ 4 ]         |
| Công ty Vắc xin Pasteur Đà Lạt         |            | 1932 – 1936      | Viện Pasteur Đà Lạt                           | 18 đường Lê Hồng Phong       | [ 5 ]         |
| Viện Sinh học Tây Nguyên               |            | 1948 – 1952      | Tu viện Dòng Chúa cứu thế                     | 116 đường Xô Viết Nghệ Tĩnh  | [ 6 ]         |
| Viện Nghiên cứu Hạt nhân Đà Lạt        |            | 1961 – 1962      | Trung tâm Nghiên cứu Nguyên tử Đà Lạt         | 1 đường Nguyên Tử Lực        | [ 7 ]         |
| Trụ sở Chi cục thuế Lâm Đồng           |            | 1915 – 0000      | Nhà kho bạc                                   | 1 đường Trần Phú             | [ 8 ]         |
| Trụ sở Ủy ban Nhân dân tỉnh Lâm Đồng   |            | 1930 – 0000      | Dinh Thống đốc Nam Kỳ                         | 4 đường Trần Hưng Đạo        | [ 9 ]         |
| Công trình công cộng                   |            |                  |                                               |                              |               |
| Ga Đà Lạt                              |            | 1932 – 1938      | Ga hỏa xa Đà Lạt                              | 1 đường Quang Trung          | [ 8 ]         |
| Chợ Đà Lạt                             |            | 1955 – 1958      | Chợ Cây                                       | Đường Nguyễn Thị Minh Khai   | [ 10 ]        |
| Nhà Thủy Tạ                            |            | Thập niên 1930   | Tên khác: Grenouillère                        | Hồ Xuân Hương                | [ 11 ]        |
| Khách sạn                              |            |                  |                                               |                              |               |
| Khách sạn Dalat Palace                 |            | 1916 – 1922      | Langbian Palace, Dalat Sofitel Palace         | 12 đường Trần Phú            | [ 12 ]        |
| Khách sạn Dalat Hotel Du Parc          |            | 1922 – 1932      | Novotel Dalat, Mercure Dalat du Parc          | 7 đường Trần Phú             | [ 13 ]        |
| Khách sạn Du lịch Công Đoàn            |            | 1936 – 0000      | Biệt thự của bác sĩ Lemoine                   | 1 đường Yersin               | [ 14 ]        |
| Trường học                             |            |                  |                                               |                              |               |
| Trường Cao đẳng Sư phạm Đà Lạt         |            | 1929 – 1941      | Trường Lycée Yersin                           | 29 đường Yersin              | [ 14 ]        |
| Trường Phổ thông Dân tộc Nội trú       |            | 1934 – 1936      | Trường Couvent des Oiseaux                    | 2 đường Huyền Trân Công Chúa | [ 15 ]        |
| Trụ sở Sở Giáo dục và Đào tạo Lâm Đồng |            | 1941 – 0000      | Trường Le Sacré Coeur, Trường Adran           | 1 đường Lương Thế Vinh       | [ 16 ]        |
| Trường Đại học Đà Lạt                  |            | 1957 – 0000      | Viện Đại học Đà Lạt                           | 1 đường Phù Đổng Thiên Vương | [ 17 ]        |
| Trung tâm Đào tạo của Viện Hạt nhân    |            | Khánh thành 1957 | Giáo hoàng Học viện Pio X                     | 13 đường Đinh Tiên Hoàng     | [ 18 ]        |
| Dinh thự                               |            |                  |                                               |                              |               |
| Dinh I                                 |            | Thập niên 1920   | Dinh Bảo Đại, Dinh Quốc trưởng                | Đường Trần Quang Diệu        | [ 19 ]        |
| Dinh II                                |            | 1933 – 1937      | Dinh Toàn quyền                               | Đường Trần Hưng Đạo          | [ 20 ]        |
| Dinh III                               |            | 1933 – 1938      | Dinh Bảo Đại                                  | Đường Triệu Việt Vương       | [ 21 ]        |
| Dinh Tỉnh trưởng                       |            | Trước 1910       |                                               | Đường Lý Tự Trọng            | [ 22 ]        |
| Biệt điện Trần Lệ Xuân                 |            | 1958 – 0000      | Trụ sở Trung tâm Lưu trữ quốc gia IV          | 2 đường Yết Kiêu             | [ 23 ]        |
| Dinh Nguyễn Hữu Hào                    |            | 1932 – 0000      | Cung Nam Phương Hoàng hậu                     | 4 đường Hùng Vương           | [ 24 ]        |
| Công trình tôn giáo                    |            |                  |                                               |                              |               |
| Nhà thờ chính tòa Đà Lạt               |            | 1931 – 1942      | Tên khác: Nhà thờ Con Gà                      | 15 đường Trần Phú            | [ 25 ]        |
| Nhà thờ Domaine de Marie               |            | 1940 – 1943      | Tên khác: Nhà thờ Mai Anh                     | 1 đường Ngô Quyền            | [ 26 ]        |
| Nhà thờ Cam Ly                         |            | 1960 – 1966      | Tên khác: Nhà thờ Sơn Cước                    | 1A đường Nguyễn Khuyến       | [ 27 ]        |
| Nhà thờ Tin Lành Đà Lạt                |            | 2011 – 2012      | Nhà thờ cũ xây dựng 1936 đến 1942             | 72 đường Nguyễn Văn Trỗi     | [ 28 ] [ 29 ] |
| Chùa Linh Quang                        |            | 1965 – 0000      | Tên khác: Linh Quang tổ đình                  | 133 đường Hai Bà Trưng       | [ 30 ]        |
| Chùa Linh Sơn                          |            | 1938 – 1940      |                                               | 120 đường Nguyễn Văn Trỗi    | [ 31 ]        |
| Chùa Linh Phong                        |            | 1946 – 1962      |                                               | 72C đường Hoàng Hoa Thám     | [ 31 ]        |
| Chùa Linh Phước                        |            | 1949 – 0000      | Tên khác: Chùa Ve Chai                        | 120 đường Tự Phước           | [ 32 ]        |
| Thiên Vương Cổ Sát                     |            | 1958 – 1995      | Tên khác: Chùa Tàu                            | 385 đường Khe Sanh           | [ 33 ]        |
| Thiền viện Trúc Lâm Đà Lạt             |            | 1993 – 1994      |                                               | Núi Phụng Hoàng              | [ 33 ]        |
| Thánh thất Đa Phước                    |            | 2005 – 2010      | Tên khác: Thánh thất Đà Lạt                   | 330 đường Tự Phước           | [ 34 ]        |
| Công trình khác                        |            |                  |                                               |                              |               |
| XQ Sử quán                             |            | Khánh thành 2001 |                                               | 258 đường Mai Anh Đào        | [ 35 ]        |
| Lăng Nguyễn Hữu Hào                    |            | 1939 – 0000      |                                               | Đường Hoàng Văn Thụ          | [ 36 ]        |
| Biệt thự Hằng Nga                      |            | 1989 – 1990      | Tên khác: Ngôi nhà quái dị, Lâu đài mạng nhện | 3 đường Huỳnh Thúc Kháng     | [ 37 ]        |